# メッドトラック
メッドトラック（英: MedTRACK）は、データモニター社のプロダクトである、製薬バイオ関連のデータベースである。

## 概要
製薬およびバイオ業界の情報を統合させたオンラインデータベース。リサーチステージから上市品まで、開発品の動向、臨床試験の状況だけでなく、提携・ライセンシング情報やロイヤリティ情報など、世界中の医薬・知的財産（特許）・学術文献・化学・企業・分子構造・作用機序情報などに、オンライン画面からアクセス。様々な検索やダウンロード機能を搭載した包括的な構成は、事業開発、経営企画、ライセンシング、医薬品の研究・開発・販売など、それぞれの職種のニーズに合わせて利用されている。

## 主な顧客
中堅・大手製薬企業
バイオ企業
医薬品製造受託機関 (CMO)
医薬品開発業務受託機関 (CRO)
医療機器・診断機器メーカー
医薬品原材料企業 (API)
ジェネリック薬企業
技術移転団体 (TLO)・企業・大学
創薬・開発・テクノロジー分野における新興企業
医療器具企業
ベンチャーキャピタル
投資銀行
コンサルティング企業

## メッドトラックの特徴
- バイオ市場で最大数の企業情報を収載 - 企業1万6,323社、693の適応症に対応。
- 毎日更新 - インハウスアナリスト150人が情報を更新。
- 簡単な検索 - 複合検索機能を用いて情報に素早くアクセス。
- カスタマーサービス - eメール、急ぎの場合は電話にて担当者に直接問い合わせが可能。
- 世界中のバイオイベント主催団体とのパートナーシップにより、イベント参加企業に絞り込んだ企業情報の収集が可能。

## 包含データ量
- 1万6,323社の企業情報
- 7万7,065点のドラッグプロファイル
- 4万4065件の提携を収載
- 693の適応症
- 17の主要疾患領域及び800以上のサブカテゴリー
- 36の主要業界領域及び300以上のサブカテゴリー
- 1,222のドラッグデリバリー技術
- ニュースリリース46万3,236件
- 経営者9万8,511名の経歴
- SEC（証券取引委員会）文書57万8,685点

（2009年7月30日現在）